# Вильчатополосые лемуры
Вильчатополосые лемуры (лат. Phaner) — род млекопитающих животных из инфраотряда лемурообразных отряда приматов. Распространён на Мадагаскаре.
Длина тела этих лемуров 23—28 см, пушистый хвост длиной 29—36 см и весят от 300 до 500 грамм. Шубка светло-коричневая с более светлым низом — кремового, белого или бледно-коричневого цвета. Ноги и руки сравнительно большие, что необходимо для того, чтобы добраться до места на дереве с неподвижным стволом, где лемуры питаются соком, выделяющимся из ствола.

## Виды
- Вильчатополосый лемур (Phaner furcifer)
- Phaner pallescens
- Phaner parienti
- Phaner electromontis